# Ferosagitta madhupratapi
Ferosagitta madhupratapi is een soort in de taxonomische indeling van de pijlwormen (Chaetognatha). 
De worm behoort tot het geslacht Ferosagitta en behoort tot de familie Sagittidae. De wetenschappelijke naam van de soort werd voor het eerst geldig gepubliceerd in 1999 door Casanova & Nair.